# Афина трансформација
Афина трансформација или афино пресликавање (лат. affinis: "повезано са") у геометрији представља функцију, коју је први увео Леонард Ојлер , између афиних простора која пресликава тачке у тачке, праве у праве и равни у равни. Такође, код афиних пресликавања пар паралелних правих остаје паралелан по трансформацији, али афина трансформација не мора нужно да сачува углове између правих или раздаљине између тачака, мада чува размеру колинеарних тачака. Стога афина пресликавања имају релативно малу слободу. Троугао је могуће пресликати у произвољан други троугао без обзира на његову величину и облик, исто тако паралелограм у произвољан други паралелограм, али паралелограм не можемо пресликати у произвољан четвороугао управо због чувања паралелности.
Афине трансформације имају примену у геометрији и рачунарској графици.

## Дефиниција[3]
Нека је {\displaystyle {\bar {\mathit {f}}}\ :\mathbb {V} \rightarrow \mathbb {V} } линеарно пресликавање векторског простора, који је придружен простору тачака {\displaystyle \mathbb {E} }. Афино пресликавање {\displaystyle {\mathit {f}}:\mathbb {E} \rightarrow \mathbb {E} } је пресликавање тачака, које је индуковано пресликавањем {\displaystyle {\bar {\mathit {f}}}\ } вектора у смислу да је:
{\displaystyle f({\overrightarrow {M}})=M',\,f({\overrightarrow {N}})=N'\ \Longleftrightarrow {\bar {\mathit {f}}}\ ({\overrightarrow {MN}})\ ={\overrightarrow {M'N'}}\ }
Фиксирајмо репер {\displaystyle {\mathit {Oe}}} простора {\displaystyle \mathbb {E} }. Ако са {\displaystyle (x_{1},...,x_{n})^{T}} и {\displaystyle (x'_{1},...,x'_{n})^{T}} означимо координате тачке {\displaystyle {\mathit {M}}} и њене слике {\displaystyle {\mathit {M'}}}, редом, није тешко показати да афино пресликавање {\displaystyle {\mathit {f}}} има облик:

| {\displaystyle {\begin{bmatrix}x'_{1}\\.\\.\\.\\x'_{n}\end{bmatrix}}={\begin{bmatrix}a_{11}&.&.&.&a_{1n}\\.&&&&.\\.&&&&.\\.&&&&.\\a_{n1}&.&.&.&a_{nn}\end{bmatrix}}{\begin{bmatrix}x_{1}\\.\\.\\.\\x_{n}\end{bmatrix}}+{\begin{bmatrix}b_{1}\\.\\.\\.\\b_{n}\end{bmatrix}}} , | \| \| \| \| \| \| \| \| | (1) |
| |                         |     |
| |                         |     |
 где матрица {\displaystyle A=(a_{ij})} представља линеарни део пресликавања, а вектор {\displaystyle (b_{1},...,b_{n})^{T}} је транслаторни део.
Да би пресликавање било бијекција, треба да буде испуњен услов да је {\displaystyle detA\neq 0}. Индуковано линеарно пресликавање {\displaystyle {\bar {\mathit {f}}}\ } векторског простора {\displaystyle \mathbb {V} } у бази {\displaystyle {\mathit {e}}} задато је управо матрицом {\displaystyle {\mathit {A}}}. Транслаторни део пресликавања нема ефекта на векторима, јер транслација вектор пресликава у исти вектор.
Приметимо да су афино пресликавање и трансформације координата тачака дате формулама сасвим истог типа, и да било коју од тих формула можемо да посматрамо на два начина: пасивно и активно.
- Пасивно посматрано: тачке су фиксиране, пасивне, а {\displaystyle (x_{1},...,x_{n})^{T}} и {\displaystyle (x'_{1},...,x'_{n})^{T}}означавају координате једне исте тачке у реперима {\displaystyle {\mathit {Oe}}} и {\displaystyle {\mathit {Of}}}.
- Активно посматрано: координатни систем {\displaystyle {\mathit {Oe}}} је фиксиран, а {\displaystyle (x_{1},...,x_{n})^{T}} и {\displaystyle (x'_{1},...,x'_{n})^{T}} означавају координате тачке {\displaystyle {\mathit {M}}} и њене слике {\displaystyle {\mathit {M'}}} при афином пресликавању. Дакле све тачке простора се померају, односно активне су.

Из формуле (1) афиног пресликавања {\displaystyle {\mathit {f}}}, директном провером добијамо:
- тачка {\displaystyle {\mathit {O'}}} {\displaystyle (b_{1},...,b_{n})} је слика координатног почетка {\displaystyle {\mathit {O}}} {\displaystyle (0,...,0)} при том пресликавању, тј. {\displaystyle O'=f(O)} .
- колоне матрице {\displaystyle {\mathit {A}}} су координате слика базних вектора {\displaystyle {\bar {\mathit {f}}}}{\displaystyle (e_{1}),...,{\bar {\mathit {f}}}}{\displaystyle (e_{n})}, редом, што значи да је {\displaystyle {\mathit {A}}} матрица линеарног пресликавања {\displaystyle {\bar {\mathit {f}}}} у бази {\displaystyle {\mathit {e}}} (по дефиницији).

Сва афина пресликавања чине групу у односу на композицију пресликавања. Групу афиних пресликавања {\displaystyle {\mathit {n}}}-димензионалног простора означавамо са {\displaystyle {\mathit {Aff_{n}}}}{\displaystyle \mathbb {(R)} }.
Афина пресликавања, у општем случају, не комутирају.

## Особине афиних трансформација[3]
Постоји јединствено афино пресликавање равни које пресликава три неколинеарне тачке {\displaystyle A',B',O'} у три неколинеарне тачке {\displaystyle A'',B'',O''}, редом.
Афине трансформације имају следеће особине:
- Бијекције су.
- Пресликавају праве на праве, а криве другог реда на криве другог реда.
- Чувају размеру колинеарних дужи.
- Чувају паралелност правих.
- Пресликавања за која је {\displaystyle det(a_{ij})>0} чувају оријентацију, а за која је {\displaystyle det(a_{ij})<0} мењају оријентацију равни.
- Однос запремине слике и оригинала једнак је:{\displaystyle {\frac {V({\mathcal {F'}})}{V({\mathcal {F}})}}=|det(a_{ij})|}

(односно у равни, однос површине слике и оригинала {\displaystyle {\frac {P({\mathcal {F'}})}{P({\mathcal {F}})}}=|det(a_{ij})|}).

## Представљање афиног пресликавања матрицама
Пригодно би било да се афино пресликавање представи једном једином матрицом, уместо матрицом линеарног пресликавања и транслаторним делом. Тада композицији афиних пресликавања одговара множење матрица.
Тако се пресликавање равни:
{\displaystyle {\begin{pmatrix}x'\\y'\end{pmatrix}}={\begin{pmatrix}a_{11}&a_{12}\\a_{21}&a_{22}\end{pmatrix}}{\begin{pmatrix}x\\y\end{pmatrix}}+{\begin{pmatrix}b_{1}\\b_{2}\end{pmatrix}}}
може представити матрицом формата {\displaystyle 3\times 3}:
{\displaystyle A_{b}={\begin{pmatrix}a_{11}&a_{12}&b_{1}\\a_{21}&a_{22}&b_{2}\\0&0&1\end{pmatrix}}},
што је еквивалентно са:
{\displaystyle {\begin{pmatrix}x'\\y'\\1\end{pmatrix}}={\begin{pmatrix}a_{11}&a_{12}&b_{1}\\a_{21}&a_{22}&b_{2}\\0&0&1\end{pmatrix}}{\begin{pmatrix}x\\y\\1\end{pmatrix}}}.
Сличне формуле важе за афина пресликавања у произвољној димензији. Наиме, ако матрицу {\displaystyle A_{b}} запишемо у блок форми:
{\displaystyle {\begin{pmatrix}A&b\\0&1\end{pmatrix}}} ,
пресликавања се записују у облику:
{\displaystyle {\begin{pmatrix}X'\\1\end{pmatrix}}={\begin{pmatrix}A&b\\0&1\end{pmatrix}}{\begin{pmatrix}X\\1\end{pmatrix}}}.

## Афина пресликавања у равни[3]
Неки значајнији примери афиних пресликавања равни су:
- Транслација {\displaystyle {\mathcal {T}}_{\vec {b}}} за вектор {\displaystyle {\vec {b}}(b_{1},b_{2})}.
- Ротација {\displaystyle {\mathcal {R}}_{Q,\phi }} за угао {\displaystyle \phi } око тачке {\displaystyle Q(Q_{1},Q_{2})}.
- Рефлексија {\displaystyle {\mathcal {S}}_{p}} у односу на праву {\displaystyle p}.
- Скалирање {\displaystyle {\mathcal {H}}_{Q,\lambda _{1},\lambda _{2}}} у правцу координатних оса са центром у тачки {\displaystyle Q(Q_{1},Q_{2})} и коефицијентима {\displaystyle \lambda _{1}} i {\displaystyle \lambda _{2}}.
- Смицање {\displaystyle {\mathcal {S}}_{l}(\lambda )} са коефицијентом {\displaystyle \lambda } у правцу {\displaystyle x} или {\displaystyle y} осе.

|  |  |  |

Пресликавања која чувају дужину у еуклидском простору {\displaystyle \mathbb {E} ^{n}} називају се изометрије.
Изометрије које чувају оријентацију зову се кретања.

## Афина пресликавања у простору[3]
Тачка {\displaystyle M(x,y,z)} се пресликава у тачку {\displaystyle M'(x',y',z')}:
{\displaystyle {\begin{pmatrix}x'\\y'\\z'\end{pmatrix}}={\begin{pmatrix}a_{11}&a_{12}&a_{13}\\a_{21}&a_{22}&a_{23}\\a_{31}&a_{32}&a_{33}\end{pmatrix}}{\begin{pmatrix}x\\y\\z\end{pmatrix}}+{\begin{pmatrix}b_{1}\\b_{2}\\b_{3}\end{pmatrix}},det(a_{ij}\neq 0)}
Пресликавање се представља матрицом {\displaystyle 4\times 4}:
{\displaystyle A_{b}:={\begin{pmatrix}a_{11}&a_{12}&a_{13}&b_{1}\\a_{21}&a_{22}&a_{23}&b_{2}\\a_{31}&a_{32}&a_{33}&b_{3}\\0&0&0&1\end{pmatrix}}}

### Примери афиних пресликавања у простору
Неки значајнији примери афиних пресликавања у простору су:
- Транслација {\displaystyle {\mathcal {T}}_{\vec {b}}} за вектор {\displaystyle {\vec {b}}(b_{1},b_{2},b_{3})}.
- Ротација {\displaystyle {\mathcal {R}}_{p,\phi }} oko prave {\displaystyle p} за угао {\displaystyle \phi }.
- Рефлексија {\displaystyle {\mathcal {S}}_{\alpha }} у односу на раван {\displaystyle \alpha }.
- Скалирање {\displaystyle {\mathcal {H}}_{Q,\lambda _{1},\lambda _{2},\lambda _{3}}} у правцу координатних оса са центром у тачки {\displaystyle Q(Q_{1},Q_{2},Q_{3})} и коефицијентима {\displaystyle \lambda _{1}}, {\displaystyle \lambda _{2}} и {\displaystyle \lambda _{3}}.

|  | {\displaystyle \scriptstyle \lambda _{1}=2} · {\displaystyle \scriptstyle \lambda _{2}=0,5} · {\displaystyle \scriptstyle \lambda _{3}=3} |

## Примена
Афине трансформације имају широку примену у различитим областима.
Једна од најпознатијих примена афиних пресликавања је корекција геометријских дисторзија или деформација, које се појављују због неидеалног угла снимања.
Тако се у GIS (Geographic information systems) афине трансформације користе за корекцију дисторзије сочива широкоугаоних објеката, креирање панорамских слика и георегистрацију (процес проверавања тачности мапе/слике). Трансформација и спајање слика у велики, равни координатни систем је пожељна да би се елиминисала дисторзија. То омогућава лакшу интеракцију и рачунање које не захтева размишљање о дисторзији слике. Трансформација координата се може представити афиним пресликавањем, што се користи како у GIS, тако и у геодезији
Афине трансформације се примењују и у рачунарској графици. За манипулисање сликама, смањивање дисторзије, копирање слика, анимацију. Једна од техника је фрактална компресија слика.
Афина пресликавања се користе и у криптографији. Пример је криптографски алгоритам AES Rijandael(Напредни стандард енкрипције) који се користи за заштиту електронских података.